# Suchni
Suchni – wieś w Syrii, w muhafazie Aleppo. W 2004 roku liczyła 278 mieszkańców.